# Natale Santero
Natale Santero (Saliceto, 25 dicembre 1893 – Roma, 3 aprile 1971) è stato un politico e chirurgo italiano.

## Biografia
Natale Santero nasce a Saliceto, nella provincia cunese il giorno di Natale del 1893. Chirurgo di fama e libero docente di patologia chirurgica all'Università di Milano, dal 1945 al 1948 è stato membro del Consiglio dell'Ordine dei Medici di Varese, e dal 1952 Presidente provinciale della Lega per la lotta contro i tumori.
Viene decorato con la Croce di Guerra perché partecipa come ufficiale medico alla prima guerra mondiale e durante il periodo della Resistenza si distingue particolarmente nella lotta clandestina nella regione piemontese.
Nel 1946 viene eletto consigliere comunale di Busto Arsizio e per i due anni successivi organizza nella zona dell'Altomilanese il Movimento Federalista Europeo.
Nel 1948 viene eletto nel collegio di Busto Arsizio tra le file della Democrazia Cristiana e nel Parlamento Italiano trova il luogo più adatto per l'affermazione degli ideali di democrazia e di giustizia sociale.
Ha svolto la mansione di membro e assertore dell'unità europea.
È stato membro delle Commissioni Affari Esteri, Igiene e Sanità, un rappresentante fin dalla I legislatura della Repubblica Italiana nell'Assemblea consultiva del Consiglio d'Europa, della quale fu uno dei vicepresidenti (dal 1958 al 1962).
Durante la sua presenza al dicastero della Sanità in qualità di Sottosegretario (dal dicembre 1963 al luglio 1964) promuove l'iniziativa della vaccinazione orale contro la poliomielite.

## Opere
- Consiglio d'Europa e Federazione Europea: discorso tenuto al Senato della Repubblica nella seduta del 21 luglio 1949/Natale Santero 1949, 12 pagg., Biblioteca della Regione Autonoma della Sardegna;
- Patto atlantico e Federazione Europea: discorso pronunziato al Senato della Repubblica nella Seduta del 27 marzo 1949/Natale Santero, 1949, 8 pagg. Biblioteca della Regione Autonoma della Sardegna;
- Consiglio d'Europa e Federazione Europea - discorso tenuto al Senato della Repubblica nella seduta del 21 luglio 1949/Natale Santero, Tipografia del Senato, 1950
- Piano E.R.P. e stanziamenti sanitari: gli investimenti a difesa della salute bubblica sono tra i più produttivi: discorso pronunziato al Senato della Repubblica nella seduta del 18 luglio 1950/Natale Santero, 1950, 24 pagg., Biblioteca della Regione Autonoma della Sardegna;
- A difesa della morale e della salute - discorsi pronunziati al Senato della Repubblica nella seduta del 16 novembre 1949/Natale Santero, Roma, Tipografia del Senato, 1950;
- Ancora sulla necessità di coordinamento degli enti di assistenza e previdenza e dell'autonomia dell'organizzazione sanitaria - discorso pronunziato al Senato della Repubblica nella seduta del 9 ottobre 1951/Natale Santero, Roma, Tipografia del Senato, 1951;
- Svolta decisiva nella storia d'Italia: discorso pronunciato al Senato della Repubblica nella seduta del 24 febbraio 1954/Natale Santero, Roma, tipografia del Senato, 1954 25 pagg.
- Dall'Unione europea occidentale alla comunità politica europea consolidando la pace - discorso pronunciato al Senato della Repubblica nella seduta del 25 febbraio 1955/Natale Santero, Roma, Tipografia del Senato, 1955;
- Problemi risolvibili nel piano nazionale: Ministero della Sanità; Problemi risolvibili soltanto nel piano sopranazionale: Mercato comune: discorso pronunciato al Senato della Repubblica nella Seduta del 19 luglio 1955/Natale Santero, 1955 Roma, tipografia del Senato, 21 pagg.